# Campeonato Paulista de Futebol Feminino de 2008
O Campeonato Paulista Kaiser de Futebol Feminino de 2008 foi a 16.ª edição do campeonato, aconteceu entre 12 de abril e 21 de dezembro de 2008 e reuniu 18 equipes.

## Forma de disputa

### Critérios de desempate
O desempate entre duas ou mais equipes na primeira fase seguiu a ordem definida abaixo:
1. Número de vitórias
2. Saldo de gols
3. Gols marcados
4. Confronto direto
5. Sorteio

Nas fases seguintes, a melhor campanha no somatório das fase anteriores substitui o sorteio nos critérios de desempate.

## Equipes participantes
A edição 2008 do torneio contou com os seguintes participantes: